# 高凪優名
高凪優名是日本漫畫家。

## 作品
- 《式神之城》系列
  1. 式神之城、全3冊、原名《式神の城（日语：式神の城）》
  2. 式神之城Ⅱ扭曲之城篇、全8冊、原名
- 四季魔法使／四季使、13冊（完）、原名，天下出版。

## 外部連結
- （日語）
  - （日語）
- （日語）
  - （日語）